# Nhạc chính trị Trung Quốc
Nhạc chính trị Trung Quốc (tiếng Trung: 政治歌曲; bính âm: zhèng zhì gē qū; Hán-Việt: chính trị ca khúc) bao gồm nhạc yêu nước (爱国歌曲) và nhạc cách mạng (革命歌曲). Đây là dòng nhạc ý thức hệ mang nội dung chính trị hoặc dân tộc chủ nghĩa, đôi khi lấy từ chất liệu nhạc cổ truyền Trung Quốc được hiện đại hóa cũng như được sáng tác hay ứng dụng cho nhiều hình thức biểu diễn quy mô lớn với một dàn nhạc giao hưởng. Dòng nhạc này hình thành từ quãng thời gian đầu cho đến giữa thế kỷ 20, sau đó trở thành dòng nhạc chủ đạo sau chiến thắng của phe Cộng sản ở Trung Quốc, và cho đến những năm 1980 cũng là hình thức âm nhạc chính thống được phát trên sóng truyền thanh và truyền hình tại Trung Quốc.

## Lịch sử

### Khai sinh dòng nhạc cách mạng (từ năm 1949 cho đến những năm 1970)
Năm 1949, Quốc dân Đảng di dời sang Đài Loan, và nước Cộng hòa Nhân dân Trung Hoa được thành lập tại đại lục. Đảng Cộng sản muốn phổ biến nhạc cách mạng, còn lại nghiêm cấm nhạc cổ truyền và nhạc đại chúng Trung Quốc.
Các ca khúc này được thể hiện khác hoàn toàn với những bài quốc ca thông thường, kể từ khi chính phủ thực sự nỗ lực để cải cách âm nhạc phục vụ động cơ chính trị. Một ví dụ là Lâm Bưu trong năm 1964 đã tuyên truyền rằng: "tất cả mọi người dân Trung Quốc được cổ vũ học theo Quân Giải phóng Nhân dân" vốn được chỉ dạy về 11 ca khúc cách mạng. Đối với các nhạc sĩ thời kỳ này, họ được kỳ vọng sẽ hình mẫu hóa tác phẩm của mình dựa trên tổ chức âm nhạc của quân đội. Các cuộc vận động và tuyên truyền của Đảng Cộng sản trong suốt hai thập niên 1960 và 1970 đã đủ thành công khi nhân dân đều nghe dòng nhạc cách mạng là chủ yếu. Bài quốc ca Nghĩa dũng quân tiến hành khúc bị đình chỉ để chuyển sang ủng hộ ca khúc Đông phương hồng trong suốt thời kỳ diễn ra Cách mạng Văn hóa.